# Røkland
Røkland est une localité du comté de Nordland, en Norvège.

## Géographie
Administrativement, Røkland fait partie de la kommune de Saltdal.